# 江田島市
江田島市（日语：／ Etajima shi */?）為位於廣島縣西南部海域上的城市，以位於轄區內的海軍兵學校和海軍基地而聞名；轄區以江田島、西能美島、東能美島地區為主，旁邊的無人島大黑神島也屬於本市轄區。
牡蠣產量為全日本第一，此外特產還包括橘子。

## 人口
| 江田島市人口分布圖 |                                                 |  |
| 江田島市與日本全國年齡別人口分布比較圖 （2005年資料） | 江田島市的年齡、男女別人口分布圖 （2005年資料） |  |
| ■紫色是江田島市 ■綠色是全国 | ■藍色是男性 ■紅色是女性                         |  |
| 江田島市人口變化 \| 1970年 \| 44,819人 \| \| \| 1975年 \| 43,477人 \| \| \| 1980年 \| 41,892人 \| \| \| 1985年 \| 40,317人 \| \| \| 1990年 \| 37,257人 \| \| \| 1995年 \| 34,866人 \| \| \| 2000年 \| 32,278人 \| \| \| 2005年 \| 29,939人 \| \| \| 2010年 \| 27,031人 \| \| \| 2015年 \| 24,339人 \| \| \| 2020年 \| 21,930人 \| \| |                                                 |  |
| 資料來源：日本總務省統計中心提供之人口普查數據 |                                                 |  |
| 1970年 | 44,819人                                        |  |
| 1975年 | 43,477人                                        |  |
| 1980年 | 41,892人                                        |  |
| 1985年 | 40,317人                                        |  |
| 1990年 | 37,257人                                        |  |
| 1995年 | 34,866人                                        |  |
| 2000年 | 32,278人                                        |  |
| 2005年 | 29,939人                                        |  |
| 2010年 | 27,031人                                        |  |
| 2015年 | 24,339人                                        |  |
| 2020年 | 21,930人                                        |  |

## 歷史
1888年舊日本海軍的軍官培育學校－海軍兵學校從東京築地遷移至江田島，使得本地成為日本海軍學校的代名詞。現今轄區內仍有海上自衛隊的軍官培育學校第1術科學校和江田島基地。　

### 沿革
- 1889年4月1日：實施町村制，現在的轄區在當時分屬：
  - 安藝郡：江田島村。
  - 佐伯郡：津久茂村、鹿川村、高田村、中村、沖村、三高村、大柿村、飛渡瀨村、深江村。
- 1925年2月1日：津久茂村被併入江田島村。
- 1927年8月1日：大柿村改制為大柿町。
- 1951年1月1日：鹿川村改制為鹿川町。
- 1951年10月1日：江田島村改制為江田島町。
- 1954年11月3日：大柿町、飛渡瀨村和深江村合併為新設置的大柿町。
- 1955年4月1日：鹿川町、高田村、中村合併為能美町。
- 1956年9月30日：沖村和三高村合併為沖美町。
- 2004年11月1日：江田島町、能美町、沖美町、大柿町合併成江田島市。[2]

### 變遷表
| 1889年4月1日 | 1889年 - 1926年           | 1926年 - 1954年              | 1955年 - 1988年              | 1989年 - 現在          | 現在                   |
| ------------ | ------------------------- | ---------------------------- | ---------------------------- | ---------------------- | ---------------------- |
| 鹿川村       | 鹿川村                    | 1951年1月1日 鹿川町          | 1955年4月1日 能美町          | 2004年11月1日 江田島市 | 2004年11月1日 江田島市 |
| 中村         |                           |                              | 1955年4月1日 能美町          | 2004年11月1日 江田島市 | 2004年11月1日 江田島市 |
| 高田村       |                           |                              | 1955年4月1日 能美町          | 2004年11月1日 江田島市 | 2004年11月1日 江田島市 |
| 大柿村       | 大柿村                    | 1927年8月1日 大柿町          | 1954年11月3日 大柿町         | 2004年11月1日 江田島市 | 2004年11月1日 江田島市 |
| 飛渡瀨村     |                           |                              | 1954年11月3日 大柿町         | 2004年11月1日 江田島市 | 2004年11月1日 江田島市 |
| 深江村       |                           |                              | 1954年11月3日 大柿町         | 2004年11月1日 江田島市 | 2004年11月1日 江田島市 |
| 沖村         | 沖村                      | 沖村                         | 1956年9月30日 沖美町         | 2004年11月1日 江田島市 | 2004年11月1日 江田島市 |
| 三高村       |                           |                              | 1956年9月30日 沖美町         | 2004年11月1日 江田島市 | 2004年11月1日 江田島市 |
| 津久茂村     | 1925年2月1日 併入江田島村 | 1951年10月1日 改制為江田島町 | 1951年10月1日 改制為江田島町 | 2004年11月1日 江田島市 | 2004年11月1日 江田島市 |
| 江田島村     |                           | 1951年10月1日 改制為江田島町 | 1951年10月1日 改制為江田島町 | 2004年11月1日 江田島市 | 2004年11月1日 江田島市 |

## 觀光資源
- 舊海軍兵學校
- 古鷹記念公園
- 國立江田島青少年交流之家

## 教育

### 高等學校
- 廣島縣立大柿高等學校

## 本地出身之名人
- 灘尾弘吉：政治家、第60・61任眾議院議長
- 六角紫水：漆工藝家
- 河石達吾：游泳選手、1932年夏季奥林匹克运动会100m自由泳銀牌
- 栗原惠：女子排球選手
- 川西幸一：鼓手
- 細川ふみえ：演員

## 外部連結
- （日語） 江田島市觀光協會
- （日語） 江田島市商工會 （页面存档备份，存于）